# Ballando con le stelle (quinta edizione)
La quinta edizione di Ballando con le stelle è andata in onda dal 10 gennaio al 21 marzo 2009 su Rai 1, condotta da Milly Carlucci con Paolo Belli. 
L'edizione è stata vinta dalla coppia formata da Emanuele Filiberto di Savoia e dalla ballerina Natalia Titova.

## Cast

### Concorrenti
| VIP                          | Attività                              | Insegnante         | Stato                |
| ---------------------------- | ------------------------------------- | ------------------ | -------------------- |
| Emanuele Filiberto di Savoia | Imprenditore e personaggio televisivo | Natalia Titova     | Vincitori            |
| Andrea Montovoli             | Attore                                | Ola Karieva        | Secondi classificati |
| Alessio Di Clemente          | Attore                                | Alessandra Mason   | Terzi classificati   |
| Stefano Bettarini            | Ex calciatore                         | Samanta Togni      | Quarti classificati  |
| Emanuela Aureli              | Attrice e imitatrice                  | Roberto Imperatori | Quinti classificati  |
| Maurizio Aiello              | Attore                                | Sara Di Vaira      | Eliminati            |
| Valentina Vezzali            | Schermitrice                          | Samuel Peron       | Eliminati            |
| Metis Di Meo                 | Attrice e conduttrice televisiva      | Simone Di Pasquale | Eliminati            |
| Carol Alt                    | Attrice e supermodella                | Raimondo Todaro    | Eliminati            |
| Licia Nunez                  | Attrice                               | Dima Pakhomov      | Eliminati            |
| Andrea Roncato               | Attore e comico                       | Vicky Martin       | Eliminati            |
| Corinne Cléry                | Attrice                               | Chuck Danza        | Eliminati            |

### Giuria
- Ivan Zazzaroni
- Fabio Canino
- Carolyn Smith (presidente di giuria)
- Lamberto Sposini
- Guillermo Mariotto

## Tabellone
Legenda
     Coppia salva
     Coppia eliminata provvisoriamente
     Coppia eliminata definitivamente
     Coppia non gareggiante in puntata
     Coppia salvata dalla giuria
     Coppia salvata dal pubblico a casa
     Coppia ripescata
| Concorrente                  | Ballerino/a        | Puntate        | Puntate         | Puntate         | Puntate         | Puntate         | Puntate         | Puntate         | Puntate         | Puntate         | Puntate         |
| Concorrente                  | Ballerino/a        | 1ª             | 2ª              | 3ª              | 4ª              | 5ª              | 6ª              | 7ª              | Ripescaggio     | Semifinale      | Finale          |
| ---------------------------- | ------------------ | -------------- | --------------- | --------------- | --------------- | --------------- | --------------- | --------------- | --------------- | --------------- | --------------- |
| Emanuele Filiberto di Savoia | Natalia Titova     | Salvi          | Salvi           | Salvi           | Salvi           | Salvi           | Salvi           | Salvi           | Salvi           | Salvi           | Vincitori (75%) |
| Andrea Montovoli             | Ola Karieva        | Salvi          | Salvi           | Salvi           | Salvi           | Salvi           | Salvi           | Salvi           | Salvi           | Salvi           | Secondi (25%)   |
| Alessio Di Clemente          | Alessandra Mason   | Salvi          | Salvi           | Salvi           | Salvi           | Salvi           | Ultimi 3 (44%)  | Salvi           | Salvi           | Ultimi 2 (52%)  | Terzi (13%)     |
| Stefano Bettarini            | Samanta Togni      | Salvi          | Salvi           | Salvi           | Salvi           | Ultimi 3 (36%)  | Salvi           | Salvi           | Salvi           | Ultimi 3        | Quarti          |
| Emanuela Aureli              | Roberto Imperatori | Salvi          | Salvi           | Salvi           | Salvi           | Salvi           | Eliminati (23%) |                 | Ripescati (62%) | Salvi           | Quinti          |
| Maurizio Aiello              | Sara Di Vaira      | Ultimi 3 (80%) | Ultimi 3 (29%)  | Ultimi 3 (34%)  | Salvi           | Ultimi 3 (37%)  | Ultimi 3 (33%)  | Ultimi 2 (61%)  | Salvi           | Eliminati (48%) |                 |
| Valentina Vezzali            | Samuel Peron       | Salvi          | Salvi           | Salvi           | Ultimi 3 (27%)  | Salvi           | Salvi           | Eliminati (39%) | Eliminati       |                 |                 |
| Metis Di Meo                 | Simone Di Pasquale | Salvi          | Ultimi 3 (51%)  | Ultimi 3 (38%)  | Ultimi 3 (48%)  | Eliminati (27%) |                 |                 | Eliminati (38%) |                 |                 |
| Carol Alt                    | Raimondo Todaro    | Salvi          | Salvi           | Salvi           | Eliminati (25%) |                 |                 |                 | Eliminati (26%) |                 |                 |
| Licia Nunez                  | Dima Pakhomov      | Salvi          | Salvi           | Eliminati (28%) |                 |                 |                 |                 | Eliminati (27%) |                 |                 |
| Andrea Roncato               | Vicky Martin       | Ultimi 3 (14%) | Eliminati (20%) |                 |                 |                 |                 |                 | Eliminati       |                 |                 |
| Corinne Cléry                | Chuck Danza        | Eliminati (6%) |                 |                 |                 |                 |                 |                 | Eliminati       |                 |                 |

## Balli eseguiti
| Coppia                                        | 1                   | 2                | 3                   | 4                               | 5                              | 6                                           | 7                   | 8                            | 9                                        | 10                                        |
| --------------------------------------------- | ------------------- | ---------------- | ------------------- | ------------------------------- | ------------------------------ | ------------------------------------------- | ------------------- | ---------------------------- | ---------------------------------------- | ----------------------------------------- |
| Emanuele Filiberto di Savoia e Natalia Titova | Jive                | Merengue         | Cha cha cha         | Salsa – Jive                    | Quickstep – Cha cha cha        | Salsa – Samba – Merengue                    | Tango – Flamenco    | In semifinale                | Paso doble – Jive – Samba – Tango        | Valzer – Merengue – Rumba – Quickstep     |
| Andrea Montovoli e Ola Karieva                | Jive                | Salsa            | Samba               | Paso doble – Salsa              | Merengue – Samba               | Samba – Quickstep – Merengue                | Tango – Flamenco    | In semifinale                | Rumba – Merengue – Paso doble – Valzer   | Valzer – Cha cha cha – Rumba – Samba      |
| Alessio Di Clemente e Alessandra Mason        | Paso doble          | Tango            | Rumba               | Jive – Paso doble               | Quickstep – Tango              | Jive – Valzer – Rumba – Flamenco            | Samba – Salsa       | In semifinale                | Cha cha cha – Jive – Samba – Tango       | Salsa – Quickstep – Valzer – Cha cha cha  |
| Stefano Bettarini e Samanta Togni             | Rumba – Merengue    | Paso doble       | Tango               | Jive – Paso doble               | Salsa – Tango – Quickstep      | Merengue – Valzer – Rumba – Flamenco        | Cha cha cha – Samba | In semifinale                | Tango – Samba – Rumba – Cha cha cha      | Salsa – Merengue – Paso doble – Quickstep |
| Emanuela Aureli e Roberto Imperatori          | Merengue            | Cha cha cha      | Samba               | Tango – Merengue                | Jive – Cha cha cha – Quickstep | Cha cha cha – Paso doble – Samba – Flamenco | –                   | Rumba – Flamenco – Quickstep | Valzer – Merengue – Cha cha cha – Valzer | Merengue – Samba – Rumba – Quickstep      |
| Maurizio Aiello e Sara Di Vaira               | Tango – Salsa       | Rumba – Merengue | Paso doble – Valzer | Samba – Salsa – Quickstep       | Jive – Salsa – Cha cha cha     | Cha cha cha – Tango – Flamenco              | Quickstep – Samba   | In semifinale                | Valzer – Jive – Paso doble – Tango       | –                                         |
| Valentina Vezzali e Samuel Peron              | Paso doble          | Cha cha cha      | Jive – Salsa        | Samba – Cha cha cha – Quickstep | Tango – Salsa                  | Jive – Merengue – Tango                     | Rumba – Flamenco    | Valzer                       | –                                        | –                                         |
| Metis Di Meo e Simone Di Pasquale             | Rumba               | Merengue – Samba | Valzer – Salsa      | Cha cha cha – Samba – Quickstep | Paso doble – Samba – Jive      | –                                           | –                   | Tango – Flamenco – Quickstep | –                                        | –                                         |
| Carol Alt e Raimondo Todaro                   | Salsa               | Jive – Valzer    | Tango               | Merengue – Jive – Quickstep     | –                              | –                                           | –                   | Rumba – Flamenco             | –                                        | –                                         |
| Licia Nunez e Dima Pakhomov                   | Tango               | Valzer           | Merengue – Salsa    | –                               | –                              | –                                           | –                   | Paso doble – Flamenco        | –                                        | –                                         |
| Andrea Roncato e Vicky Martin                 | Cha cha cha – Salsa | Jive – Merengue  | –                   | –                               | –                              | –                                           | –                   | Samba                        | –                                        | –                                         |
| Corinne Cléry e Chuck Danza                   | Salsa – Cha cha cha | –                | –                   | –                               | –                              | –                                           | –                   | Tango                        | –                                        | –                                         |

## Ballerini per una notte
In questa sezione sono indicati i Ballerini per una notte, cioè quei personaggi famosi che, per una sera, si sono cimentati a ballare, per poi essere giudicati dalla giuria tecnica. In seguito, i punti da loro ottenuti sono stati sommati a quelli di una coppia a rischio eliminazione ritenuta invece meritevole dalla giuria di essere salvata.
| Puntata    | Ospite          | Attività                                | Ballerino/a     | Punteggio | Assegnatari tesoretto                |
| ---------- | --------------- | --------------------------------------- | --------------- | --------- | ------------------------------------ |
| 1ª         | Vittorio Sgarbi | Critico d'arte, opinionista e scrittore | Giada Giacomoni | 10        | Stefano Bettarini e Samanta Togni    |
| 2ª         | Flavio Insinna  | Attore e conduttore televisivo          | Elena Coniglio  | 49        | Carol Alt e Raimondo Todaro          |
| 3ª         | Gigi D'Alessio  | Cantautore                              | Elena Coniglio  | 15        | Valentina Vezzali e Samuel Peron     |
| 4ª         | Gianni Rivera   | Ex calciatore                           | Elena Coniglio  | 50        | Maurizio Aiello e Sara Di Vaira      |
| Semifinale | Arrigo Sacchi   | Allenatore e ex calciatore              | Elena Coniglio  | 37        | Emanuela Aureli e Roberto Imperatori |

## Ballando con le stelline
Dalla quinta puntata si svolge la seconda edizione della gara creata per ragazzini famosi, soprannominata Ballando con le stelline.

### Concorrenti
- Giulio Maria Furente – Giulia D'Errico
- Arianna Tornari – Jejson Murrani
- Nicole Cherubini – Bryan Cascone
- Karen Ciaurro – Nicholas Fiorini
- Brando Pacitto – Fabiola Zaffiro

### Tabellone
Coppia eliminata
     Coppia vincitrice
     Coppia seconda classificata
| Concorrenti      | 5ª Puntata  | 6ª Puntata  | 7ª Puntata  | 8ª Puntata |
| ---------------- | ----------- | ----------- | ----------- | ---------- |
| Giulio e Giulia  | Cha cha cha | Jive        | Salsa       |            |
| Arianna e Jejson | Salsa       | Cha cha cha | Jive        |            |
| Nichole e Bryan  | Salsa       | Jive        | Merengue    |            |
| Karen e Nicholas | Jive        | Merengue    | Cha cha cha |            |
| Brando e Fabiola | Merengue    | Salsa       | Jive        |            |

### Punteggi
Coppia eliminata
     Coppia vincitrice
     Coppia seconda classificata
| Coppia           | 5ª Puntata | 6ª Puntata | 7ª Puntata | 8ª Puntata |
| ---------------- | ---------- | ---------- | ---------- | ---------- |
| Giulio e Giulia  | 7          | 9          | 9          |            |
| Arianna e Jejson | 7          | 9          | 9          |            |
| Nichole e Bryan  | 7          | 8          | 8          |            |
| Karen e Nicholas | 6          | 8          | 8          |            |
| Brando e Fabiola | 6          | 7          | 9          |            |

## Ascolti
| Puntata     | Messa in onda    | Telespettatori | Share  | Fonte  |
| ----------- | ---------------- | -------------- | ------ | ------ |
| 1           | 10 gennaio 2009  | 6 598 000      | 31,02% | [ 1 ]  |
| 2           | 17 gennaio 2009  | 5 989 000      | 30,22% | [ 2 ]  |
| 3           | 24 gennaio 2009  | 5 914 000      | 27,68% | [ 3 ]  |
| 4           | 31 gennaio 2009  | 6 063 000      | 29,85% | [ 4 ]  |
| 5           | 7 febbraio 2009  | 6 364 000      | 30,89% | [ 5 ]  |
| 6           | 14 febbraio 2009 | 5 664 000      | 29,79% | [ 6 ]  |
| 7           | 28 febbraio 2009 | 5 060 000      | 27,14% | [ 7 ]  |
| Ripescaggio | 7 marzo 2009     | 5 685 000      | 29,04% | [ 8 ]  |
| Semifinale  | 14 marzo 2009    | 6 338 000      | 31,47% | [ 9 ]  |
| Finale      | 21 marzo 2009    | 6 645 000      | 33,58% | [ 10 ] |
| Media       | Media            | 6 032 000      | 30,07% |        |